# Margaux
Margaux – miejscowość i dawna gmina we Francji, w regionie Nowa Akwitania, w departamencie Żyronda. W 2013 roku populacja gminy wynosiła 1558 mieszkańców.
W dniu 1 stycznia 2017 roku z połączenia dwóch ówczesnych gmin – Margaux oraz Cantenac – utworzono nową gminę Margaux-Cantenac. Siedzibą gminy została miejscowość Margaux.
Miejscowość dała nazwę apelacji winiarskiej AOC Margaux, obejmującej okoliczne gminy.